# Veräußerung
Unter Veräußerung versteht man in der Rechtswissenschaft Deutschlands in der Regel die rechtsgeschäftliche Übertragung des Eigentums an Sachen oder die Abtretung von Forderungen und sonstigen Rechten (Verfügungsgeschäft). Vom Verfügungsgeschäft zu trennen ist das Verpflichtungsgeschäft, mit dem der Leistungsaustausch verabredet wird, wie z. B. beim Kauf: Mit dem Kaufvertrag verpflichtet sich der Käufer, den Kaufpreis zu zahlen, und der Verkäufer verpflichtet sich, dem Käufer das Eigentum an der Sache zu verschaffen. Nicht der Kaufvertrag ist bereits die Veräußerung, sondern erst die Übergabe der Sache an den Käufer, wenn beide sich dabei einig sind, dass das Eigentum an der Sache  auf den Käufer übertragen werden soll. Mit dem Kauf (Kaufvertrag) selbst erwirbt der Käufer noch kein Eigentum. Oft ist im Kaufvertrag (z. B. wenn der Kaufpreis über ein Darlehen finanziert wird) ein Eigentumsvorbehalt vereinbart, bis der Kaufpreis vollständig bezahlt ist. Die Kaufsache wird zwar auch in diesem Fall übergeben, der Käufer erwirbt das Eigentum aufschiebend bedingt. Damit liegt noch keine Veräußerung vor, weil der Verkäufer vorerst bis zur vollständigen Zahlung weiterhin Eigentümer bleibt.

## Etymologie
Das Wort Veräußerung stammt von dem mittelhochdeutschen veriuzerunge für die „Übertragung in fremden Besitz“. Bereits im Spätmittelalter war das Wort geläufig, denn in einem Text der Stadt Frankfurt aus dem Jahre 1418 ist davon die Rede, dass „wir in dan soliche versatzunge, verphendunge oder verusserunge gonnen“.

## Allgemeines
Die Veräußerung ist die umfassendste Art der Verfügung, nämlich die Übertragung des Eigentums. Geht also lediglich der Besitz etwa durch Vermietung an den Mieter über, handelt es sich nicht um eine Veräußerung. Keine Veräußerung ist auch der Rechtsübergang kraft Gesetzes (z. B. Erbschaft) oder durch Verwaltungsakt (z. B. Zwangsversteigerung, Enteignung). Ferner stellt die bloße Eigentumsaufgabe nach herrschender Meinung keine Veräußerung dar, auch wenn das Reichsgericht (RG) im November 1921 die Eigentumsaufgabe als Veräußerung im Sinne des § 265 ZPO angesehen hatte. Von Veräußerung spricht man vielmehr nur dann, wenn der Übergang durch Rechtsgeschäft, also durch Willenserklärung der Beteiligten, erfolgt. Veräußerungsvorgänge gibt es daher beim Kaufvertrag, Grundstückskaufvertrag, dem Erbschaftskauf, dem Tausch oder der Schenkung.
Eine Veräußerung hat zur Folge, dass der Veräußerer nicht mehr Eigentümer ist und der Erwerber neuer Eigentümer einer Sache wird. Das gilt entsprechend auch bei der Abtretung von Forderungen für den übertragenden Gläubiger (Zedent), der die Inhaberschaft an der Forderung an den neuen Gläubiger (Zessionar) verliert.

## Veräußerung im Zivilrecht
Das BGB verwendet den Begriff recht häufig und versteht darunter in der Regel das dingliche Verfügungsgeschäft bei beweglichen Sachen nach §§ 929 ff. BGB und bei Grundstücken und grundstücksgleichen Rechten nach § 873 BGB. Das bloße Verpflichtungsgeschäft hingegen löst demnach keinen Veräußerungsvorgang aus.
Erwähnt wird die Veräußerung insbesondere im Rahmen des gesetzlichen Veräußerungsverbots (§ 135 BGB) und des behördlichen Veräußerungsverbots (§ 136 BGB). Der Begriff Veräußerungsverbot ist in beiden Rechtsvorschriften als Verfügungsverbot, insbesondere als Verbot der Übereignung, zu verstehen.
Im Rahmen des § 566 BGB bedeutet nach einer Literaturansicht Veräußerung die rechtsgeschäftliche Übertragung des Eigentums an einem Grundstück, wobei es auf das zu Grunde liegende Verpflichtungsgeschäft nicht ankomme. Auch nach dem Bundesgerichtshof erfasst dies dem Wortlaut nach allein eine Änderung auf der Eigentümerseite kraft Rechtsgeschäfts. Jedoch sei die Regelung analog auf solche Änderungen aufgrund originären Rechtserwerbs (also insbesondere aufgrund Gesetzes) anzuwenden.
In § 46 Wohnungseigentumsgesetz (WEG) geht es schon nach dem Wortlauf um „die Veräußerung und das zugrundeliegende Verpflichtungsgeschäft“.
Gelegentlich verlangt der Gesetzeszweck eine erweiternde Auslegung des Begriffs der Veräußerung. Nach § 49 Abs. 2 HGB ist dem Prokuristen die Veräußerung und Belastung von Grundstücken des Kaufmanns nur erlaubt, wenn ihm diese Befugnis gesondert erteilt wird. Die Literatur sieht auch in diesem Falle als Veräußerung nur die Eigentumsübertragung an, erblickt aber wegen der regelmäßig hohen Geschäftswerte bei Grundstücksgeschäften ein besonderes Risiko für den Kaufmann und wendet die Vorschrift deshalb analog auch auf das schuldrechtliche Geschäft (Kaufvertrag) an. Zur Begründung wird ausgeführt, anderenfalls könne der Prokurist einen wirksamen Anspruch auf Übertragung begründen und der Schutz des Prinzipals würde ausgehöhlt.

## Veräußerung im Steuerrecht
Die steuerrechtliche Veräußerung kann im Einzelfall von der zivilrechtlichen Beurteilung abweichen. So löst steuerrechtlich bereits die Übertragung des wirtschaftlichen Eigentums im Sinne des § 39 Abs. 2 AO eine Veräußerung aus, ohne dass sich der zivilrechtliche Eigentümer ändert. Bei der Besteuerung privater Veräußerungsgeschäfte (§ 23 EStG) ist das Verpflichtungsgeschäft maßgeblich, um den Zeitpunkt der Veräußerung zu ermitteln. Im Umwandlungssteuerrecht gilt abweichend von den zivilrechtlichen Regelungen des Umwandlungsgesetzes der Formwechsel von einer Kapitalgesellschaft in eine Personengesellschaft und umgekehrt als Veräußerung.